# فرانتس وولفارت
فرانتس وولفارت (آلمانی: Franz Wohlfahrt؛ زادهٔ ۱ ژوئیهٔ ۱۹۶۴) بازیکن سابق و مربی فوتبال اهل اتریش است.
از باشگاه‌هایی که در آن بازی کرده‌است می‌توان به باشگاه فوتبال آستریا وین و باشگاه فوتبال اشتوتگارت اشاره کرد.
وی همچنین در تیم ملی فوتبال اتریش بازی کرده‌است.